# Litwini w Polsce

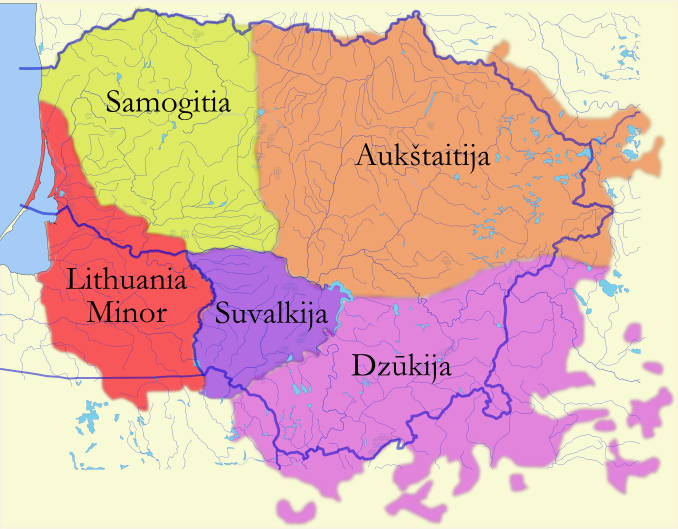
Regiony etnograficzne Litwy

Litwini w Polsce – jedna z dziewięciu ustawowo uznanych mniejszości narodowych w Rzeczypospolitej Polskiej, zamieszkująca w sposób zwarty niewielki obszar w północno-wschodniej części Suwalszczyzny.

## Liczebność i rozmieszczenie

### Obszar zamieszkania
Obszar zamieszkania polskich Litwinów stanowi zachodni kraniec jednego z pięciu litewskich regionów etnograficznych – Dzukii. Miejscowości, w których zwarcie zamieszkują przedstawiciele mniejszości litewskiej, znajdują się współcześnie na obszarze trzech gmin: Puńsk, Sejny i Szypliszki:
| Miejscowości z ludnością litewską      | Miejscowości z ludnością litewską | Miejscowości z ludnością litewską                                                                | Miejscowości z ludnością litewską                                                       |
|                                        | Gmina Puńsk | Gmina Sejny                                                                                      | Gmina Szypliszki                                                                        |
| -------------------------------------- | --- | ------------------------------------------------------------------------------------------------ | --------------------------------------------------------------------------------------- |
| Miejscowości z litewską większością    | Buraki, Dziedziule, Giłujsze, Kalinowo, Kompocie, Krejwiany, Nowiniki, Ogórki, Oszkinie, Pełele, Przystawańce, Puńsk, Rejsztokiemie, Sankury, Skarkiszki, Szlinokiemie, Tauroszyszki, Trakiszki, Trompole, Widugiery, Wiłkopedzie, Wojciuliszki, Wojtokiemie, Wołyńce, Żwikiele | Burbiszki, Dusznica, Jenorajście, Jodeliszki, Klejwy, Rachelany, Radziucie, Rynkojeziory, Żegary | Jegliniec, Wojponie                                                                     |
| Miejscowości mieszane polsko-litewskie | Buda Zawidugierska, Poluńce, Sejwy, Szołtany | Hołny Mejera, Krasnogruda, Krasnowo, Łumbie, Nowosady, Ogrodniki, Sejny                          | Budzisko, Podwojponie, Sadzawki, Dębniak, Romaniuki, Szymanowizna, Wesołowo, Zaboryszki |

### Dane ze spisów powszechnych
Według wyników Narodowego Spisu Powszechnego 2011 mniejszość litewska w Polsce (obywatele polscy deklarujący narodowość litewską) liczy 7376 osób. Większość z tej grupy (65,99%) zamieszkuje w województwie podlaskim (4867 osób). Oprócz tego odnotowano zamieszkanie przedstawicieli mniejszości litewskiej we wszystkich pozostałych województwach, w tym:
- w województwie mazowieckim – 446;
- w województwie warmińsko-mazurskim – 380;
- w województwie pomorskim – 319;
- w województwie zachodniopomorskim – 248;
- w województwie śląskim – 188;
- w województwie wielkopolskim – 153;
- w województwie dolnośląskim – 149;
- w województwie małopolskim – 126;
- w województwie kujawsko-pomorskim – 120;
- w województwie łódzkim – 105;
- w województwie lubuskim – 103;
- w województwie lubelskim – 88;
- w województwie opolskim – 35;
- w województwie podkarpackim – 31;
- w województwie świętokrzyskim – 16.

5408 osób wskazało w Spisie Powszechnym z 2011 roku język litewski jako swój język ojczysty (2900 kobiet oraz 2508 mężczyzn). W podziale na charakter miejsca zamieszkania język litewski jako ojczysty wskazało 1405 mieszkańców miast oraz 4003 mieszkańców wsi. 5303 osoby zadeklarowały używanie języka litewskiego w kontaktach domowych (w przypadku 3597 osób był zaś to jedyny język używany w kontaktach domowych).
Narodowy Spis Powszechny z 2002 wykazał z kolei, że mniejszość litewska liczy 5639 osób w tym:
- w województwie podlaskim – 5097;
- w województwie mazowieckim – 99;
- w województwie warmińsko-mazurskim – 83;
- w województwie pomorskim – 75;
- w województwie zachodniopomorskim – 67;
- w województwie dolnośląskim – 53.

Według wyników Narodowego Spisu Powszechnego Ludności i Mieszkań z 2002 Litwini zamieszkiwali głównie gminę Puńsk – 74,9% mieszkańców, gminę wiejską Sejny – 18,52%, gminę miejską Sejny – 7,80% oraz należącą do powiatu suwalskiego gminę Szypliszki – 2,66% mieszkańców.
Fakt, iż Litwini stanowią na obszarze gminy Puńsk bezwzględną większość dał im na mocy przepisów Ustawy z dnia 6 stycznia 2005 r. o mniejszościach narodowych i etnicznych oraz o języku regionalnym prawo do ubiegania się o wprowadzenie dwujęzycznych nazw obiektów geograficznych oraz używania swego języka jako pomocniczego w kontaktach urzędowych. Możliwość używania języka pomocniczego wprowadzona została w gminie Puńsk już 25 maja 2006. 20 maja 2008 dla trzydziestu miejscowości tej gminy ustalono dodatkowo oficjalne litewskie nazwy.
Pod koniec sierpnia 2011 dwadzieścia osiem dwujęzycznych polsko-litewskich tablic z nazwami miejscowości zostało zniszczonych przez nieznanych sprawców, którzy zamalowali je na biało-czerwono. Sprawcy zniszczyli również wówczas obelisk przygotowywany dla upamiętnienia litewskiego poety Albinasa Żukauskasa. Do kolejnego aktu wandalizmu doszło w czerwcu 2013. Tym razem zniszczonych zostało pięć tablic.
| Oficjalne litewskie nazwy miejscowości w gminie Puńsk | Oficjalne litewskie nazwy miejscowości w gminie Puńsk |
| Nazwa polska                                          | Nazwa litewska                                        |
| ----------------------------------------------------- | ----------------------------------------------------- |
| Boksze-Osada                                          | Bokšiai                                               |
| Buda Zawidugierska                                    | Vidugirių Būda                                        |
| Buraki                                                | Burokai                                               |
| Dowiaciszki                                           | Dievetiškė                                            |
| Dziedziule                                            | Didžiuliai                                            |
| Giłujsze                                              | Giluišiai                                             |
| Kalinowo                                              | Kalinavas                                             |
| Kompocie                                              | Kampuočiai                                            |
| Krejwiany                                             | Kreivėnai                                             |
| Nowiniki                                              | Navinykai                                             |
| Ogórki                                                | Agurkiai                                              |
| Oszkinie                                              | Ožkiniai                                              |
| Pełele                                                | Peleliai                                              |
| Poluńce                                               | Paliūnai                                              |
| Przystawańce                                          | Pristavonys                                           |
| Puńsk                                                 | Punskas                                               |
| Rejsztokiemie                                         | Raistiniai                                            |
| Sankury                                               | Sankūrai                                              |
| Sejwy                                                 | Seivai                                                |
| Skarkiszki                                            | Skarkiškiai                                           |
| Szlinokiemie                                          | Šlynakiemis                                           |
| Tauroszyszki                                          | Taurusiškės                                           |
| Trakiszki                                             | Trakiškės                                             |
| Trompole                                              | Trumpalis                                             |
| Widugiery                                             | Vidugiriai                                            |
| Wiłkopedzie                                           | Vilkapėdžiai                                          |
| Wojciuliszki                                          | Vaičiuliškės                                          |
| Wojtokiemie                                           | Vaitakiemis                                           |
| Wołyńce                                               | Valinčiai                                             |
| Żwikiele                                              | Žvikeliai                                             |

## Życie społeczne

### Organizacje

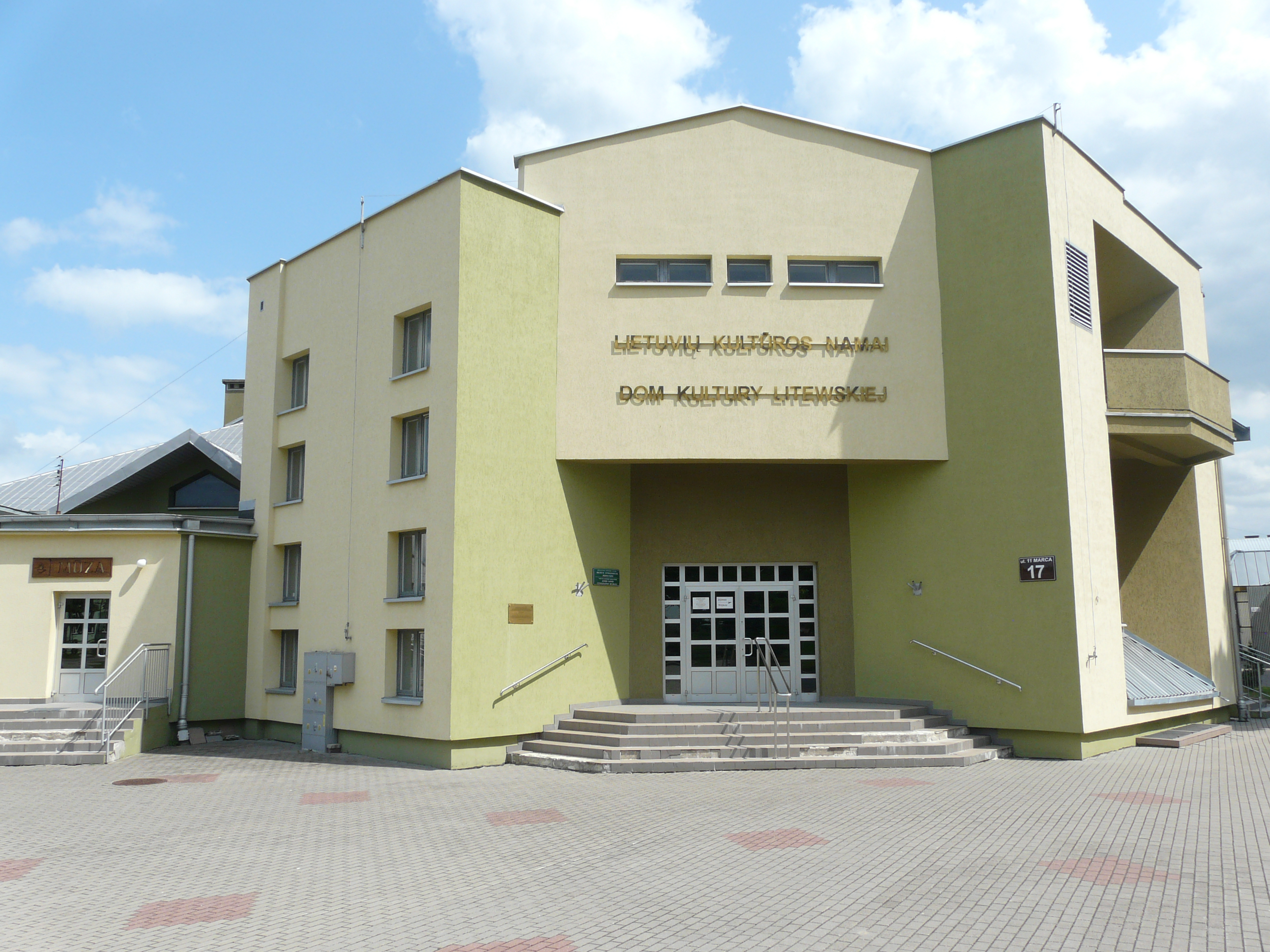
Dom Kultury Litewskiej w Puńsku

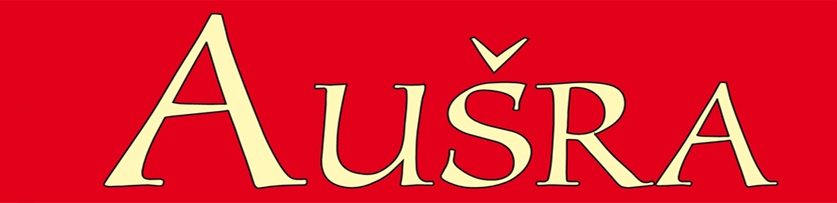
Winieta dwutygodnika polskich Litwinów „Aušra”

Do 1989 działalność organizacji mniejszości narodowych była koncesjonowana, a każda mniejszość posiadała tylko jedną reprezentującą ją organizację. W przypadku mniejszości litewskiej było to powstałe w 1957 Litewskie Towarzystwo Społeczno-Kulturalne. Na XII zjeździe tej organizacji w 1992 zdecydowano o zmianie nazwy organizacji na Stowarzyszenie Litwinów w Polsce. W 2011 do stowarzyszenia należało 1,2 tys. członków, zgrupowanych w 46 oddziałach leżących na terenie 5 województw, głównie na Suwalszczyźnie. Stowarzyszenie wydaje kilka litewskojęzycznych czasopism: dwutygodnik „Aušra”, kwartalnik „Suvalkietis” (od 1992), miesięcznik dla dzieci „Aušrelė” (od 1997).
W 1992 powstało Litewskie Towarzystwo Świętego Kazimierza, które skupia się przede wszystkim na wspieraniu kultury litewskiej w Sejnach. Od marca 2005 wydaje kwartalnik „Šaltinis”. Organizacja jest blisko związana z sejneńską bazyliką – organizuje pielgrzymki na Litwę, dba o godną oprawę litewskojęzycznej mszy świętej, a także wspiera litewski sejneński chór kościelny.
Fundacja im. biskupa Antanasa Baranauskasa powstała w 1999 i zajmuje się zarządzaniem Domem Litewskim w Sejnach, w którym działają liczne grupy artystyczne (w tym Litewska Kapela Ludowa „Šalicinis”, Litewska Grupa Wokalna „Intro”, Litewska Dziecięca Grupa Instrumentalno-Wokalna, Teatr Stodolany). Fundacja jest organem założycielskim i prowadzącym Zespołu Szkół z Litewskim Językiem Nauczania „Žiburys”.
Stowarzyszenie Litewskiej Kultury Etnicznej w Polsce powstało w 1997. Jego głównym celem jest kultywowanie ludowych tradycji litewskich i polsko-litewskiego pogranicza. Stowarzyszenie prowadzi cztery zespoły ludowe: „Gimtinė”, „Alna”, „Šalčinėlis” oraz „Šalčinukas”. Organizuje obchody tradycyjnych świąt i rekonstrukcje dawnych obrzędów litewskich.
Do innych organizacji litewskich należą również: Stowarzyszenie Nauczycieli Litwinów w Polsce, Stowarzyszenie Młodzieży Litewskiej w Polsce, Stowarzyszenie Jaćwiesko-Pruskie, Wspólnota Litwinów w Polsce.
| Liczebność stowarzyszeń mniejszości litewskiej w Polsce | Liczebność stowarzyszeń mniejszości litewskiej w Polsce | Liczebność stowarzyszeń mniejszości litewskiej w Polsce | Liczebność stowarzyszeń mniejszości litewskiej w Polsce |
| Nazwa organizacji                                       | Nazwa w języku litewskim                                | Liczebność                                              | Rok danych                                              |
| ------------------------------------------------------- | ------------------------------------------------------- | ------------------------------------------------------- | ------------------------------------------------------- |
| Stowarzyszenie Litwinów w Polsce                        | Lenkijos Lietuvių Draugija                              | 1212                                                    | 2011                                                    |
| Litewskie Towarzystwo św. Kazimierza                    | Lenkijos Lietuvių Šv. Kazimiero Draugija                | 482                                                     | 2011                                                    |
| Stowarzyszenie Młodzieży Litewskiej w Polsce            | Lenkijos Lietuvių Jaunimo Sąjunga                       | 150                                                     | 2011                                                    |
| Wspólnota Litwinów w Polsce                             | Lenkijos Lietuvių Bendruomenė                           | –                                                       | –                                                       |
| Towarzystwo Litewskie w Gdańsku                         | Lietuviška Draugija Gdanske                             | 18                                                      | 2011                                                    |
| Stowarzyszenie Nauczycieli Litwinów w Polsce            | Lenkijos Lietuvių Mokytojų Draugija                     | 60                                                      | 2007                                                    |

### Kwestia asymilacji
Mniejszość litewską w Polsce cechuje silny solidaryzm grupowy i wysoka świadomość narodowa. W przeprowadzanych pod koniec lat 80. badaniach zdecydowana większość polskich Litwinów twierdziła na przykład, że zawsze podaje litewską narodowość we wszelkiego rodzaju ankietach personalnych. Przynależność do narodu litewskiego polscy Litwini manifestują posługując się językiem litewskim nie tylko w życiu codziennym, ale także choćby w urzędzie swej gminy w Puńsku.
Poczucie świadomości narodowej młodych polskich Litwinów jest o wiele silniejsze w porównaniu do osób w podobnym wieku należących do mniejszości białoruskiej. W efekcie Litwini w o wiele mniejszym stopniu podlegają asymilacji.
Litewskie szkolnictwo etniczne – będące ważnym elementem zachowania tożsamości narodowej – przedstawia się wyjątkowo korzystnie na tle oświaty pozostałych mniejszości narodowych. Fakt, iż oświatą w języku ojczystym objęte jest około 70% dzieci pochodzenia litewskiego, świadczy o silnym poczuciu własnej tożsamości narodowej i odrębności.

### Język
Etnolekt używany przez Litwinów z regionu puńskiego i sejneńskiego uznawany jest za wchodzący w skład dialektów auksztockich (południowoauksztockiego). Niemniej, ze względu na izolację od głównego obszaru językowego i wpływ języka polskiego, ma cechy wyróżniające. Wpływ języka polskiego jest zauważalny w sferze fonologii, zwłaszcza w zakresie samogłosek. Jednocześnie, podobnie jak w przypadku wielu języków, izolacja od głównego obszaru umożliwiła zachowanie pewnych cech reliktowych. Gwary języka litewskiego używane w Polsce w stosunku do innych dialektów częściej zachowują rzeczownikową końcówkę przymiotników. Zachowały też tradycyjną deklinację zaimków przymiotnych.

## Oświata

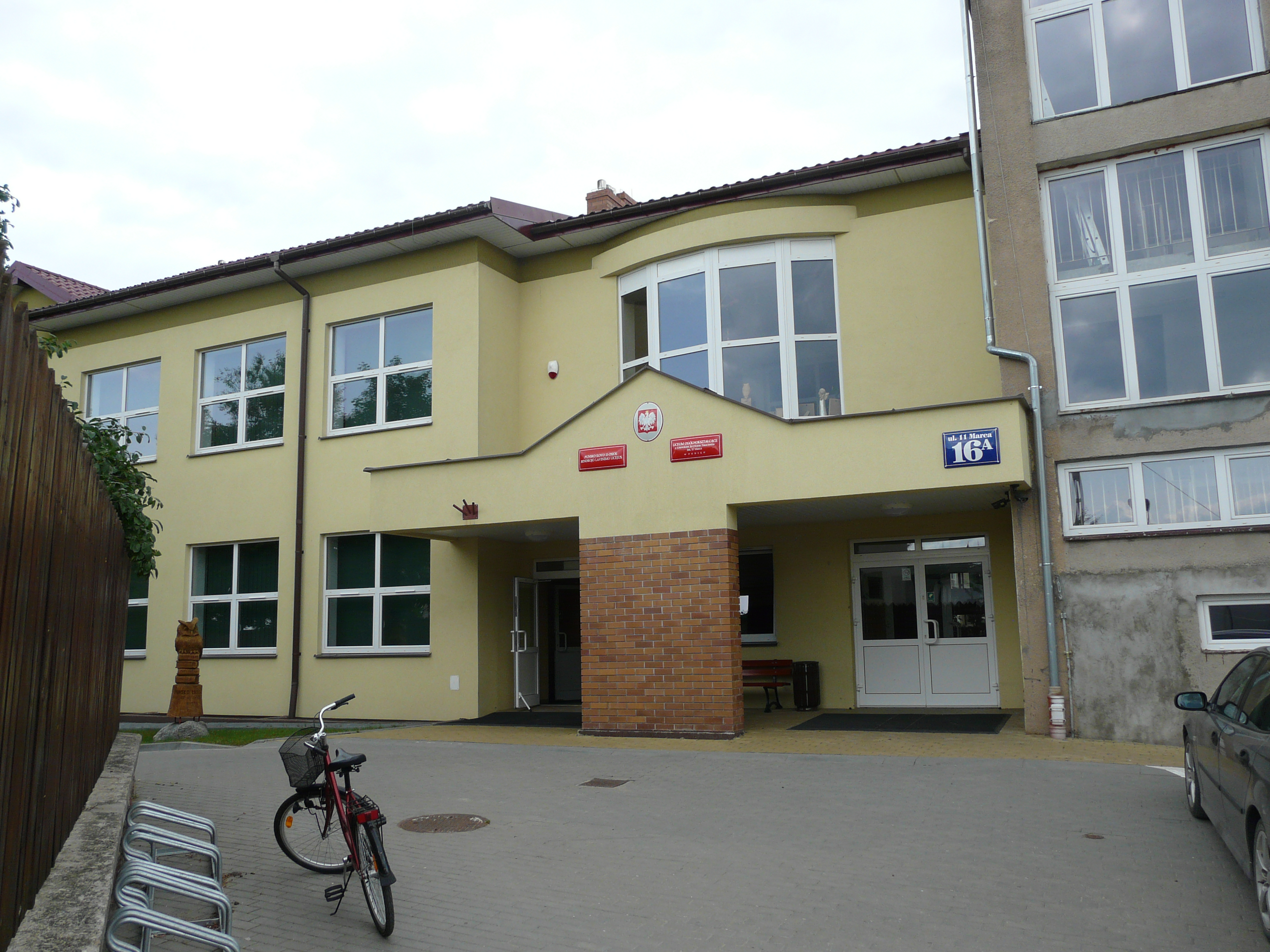
Liceum Ogólnokształcące z Litewskim Językiem Nauczania w Puńsku

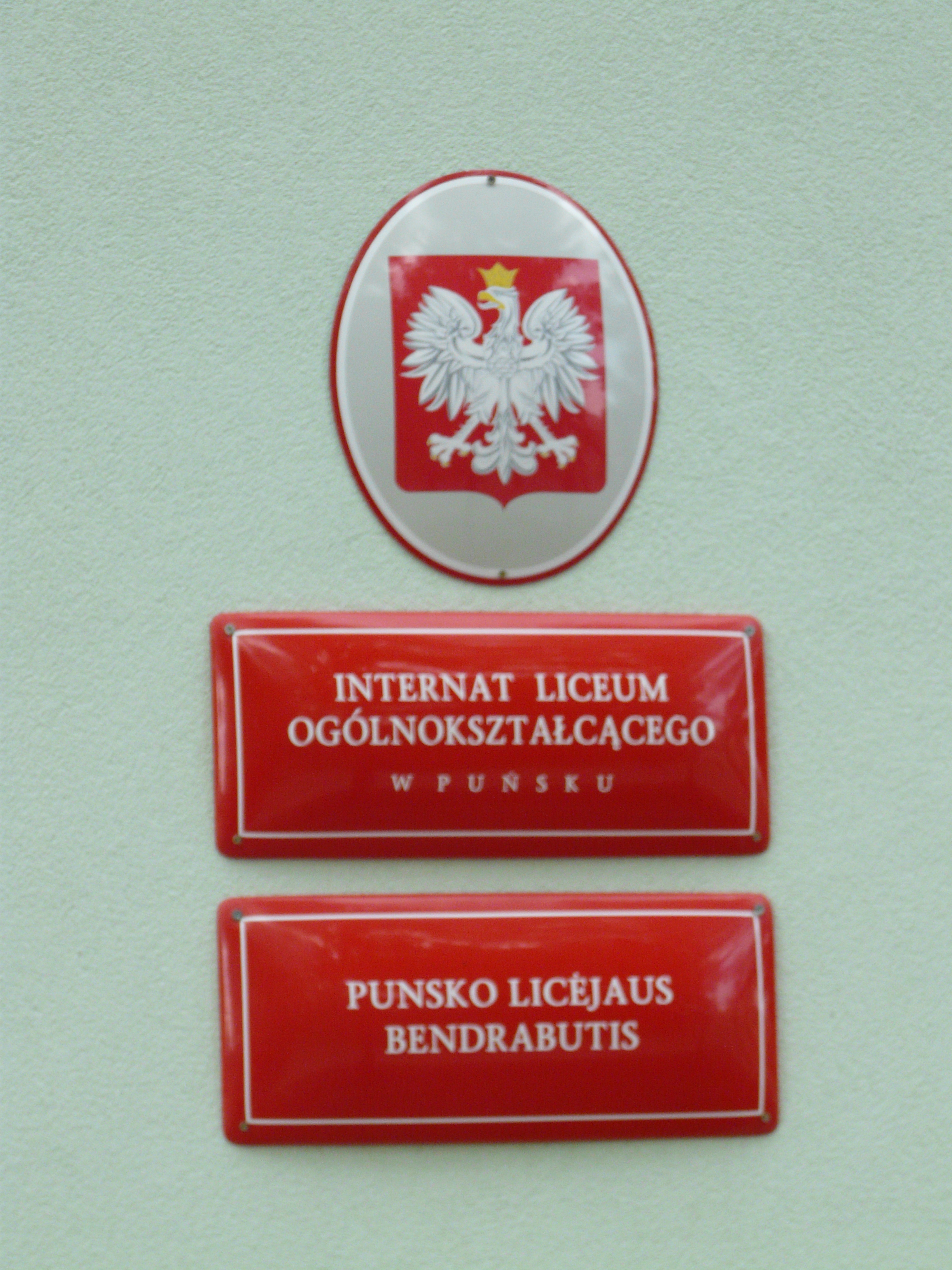
Dwujęzyczna tabliczka na budynku internatu liceum ogólnokształcącego w Puńsku

Szkoły z litewskim językiem nauczania bądź z dodatkową nauką języka litewskiego znajdują się w okolicach Puńska i Sejn, czyli w miejscach zwartego zamieszkania przedstawicieli mniejszości litewskiej. Litwini są jedyną w Polsce mniejszością narodową, prowadzącą oświatę niemal wyłącznie w języku ojczystym, a samo szkolnictwo litewskie wyróżnia niespotykana w innych społecznościach mniejszościowych stabilizacja i powszechność.
Pierwsze trzy szkoły wiejskie, w których wprowadzono naukę języka litewskiego (w wymiarze dwóch godzin tygodniowo), uruchomiono jesienią 1944. Już rok później zostały one zlikwidowane w związku z poważnie rozważanymi planami wysiedlenia ludności litewskiej z Polski w ramach układów republikańskich.
W końcu stycznia 1951 Prezydium WRN w Białymstoku zezwoliło na uruchomienie nauczania języka litewskiego w szkołach podstawowych w Nowinikach oraz Przystawańcach. Litwini dążyli jednak do tego, by nauczaniem w języku ojczystym objąć wszystkie wiejskie szkoły na terytorium swego zamieszkania.
Jesienią 1952 szkoły podstawowe z litewskim językiem nauczania zaczęły funkcjonować w Puńsku, Nowinikach, Widugierach i Wojtokiemiach. Dodatkowo do piętnastu szkół wprowadzono język litewski jako przedmiot dodatkowy. Kolejne dwie szkoły z litewskim językiem nauczania powstały w roku szkolnym 1952/1954. W okresie tym liczba dzieci uczęszczających do szkół litewskich utrzymywała się na stałym poziomie około 450.
We wrześniu 1953 po raz pierwszy wprowadzono nauczanie języka litewskiego na poziomie szkoły średniej – zorganizowana została odrębna klasa z litewskim językiem nauczania przy liceum ogólnokształcącym w Suwałkach. Klasie tej nadano później profil pedagogiczny. Społeczność litewska dążyła jednak do powstania litewskiej szkoły średniej w Puńsku, co spotykało się jednak z nieustającym sprzeciwem komórek Ministerstwa Oświaty.
Ostatecznie pierwszą klasę liceum z litewskim językiem nauczania uruchomiono w Puńsku we wrześniu 1956, nie zapewniono jej jednak niezbędnych warunków lokalowych. Nowy budynek dla puńskiej szkoły podstawowej i liceum oddano do użytku w listopadzie 1959.
Zapewnienie zadowalającego poziomu oświaty w ojczystym języku stało się jednym z głównych celów powołanego w 1957 Litewskiego Towarzystwa Społeczno-Kulturalnego. Już w trakcie zjazdu organizacyjnego tego towarzystwa wysuwano zdecydowane postulaty między innymi rozszerzenia sieci szkół z litewskim językiem nauczania oraz wprowadzenia lekcji dotyczących historii i geografii Litwy.
W latach 60. we wszystkich typach szkół języka litewskiego uczyło się od 800 do 900 uczniów. W następnej dekadzie do szkół litewskich uczęszczało od 600 do 700 osób.
Po 1989 społeczność litewska nieprzejednanie walczyła przede wszystkim o budowę kompleksu edukacyjnego z litewskim językiem nauczania w Sejnach, remonty istniejących budynków szkolnych i ocalenie przed likwidacją małych szkół wiejskich, wydanie nowych litewskojęzycznych podręczników do nauki języka litewskiego i innych przedmiotów, umożliwienie nauczycielom szkół litewskich różnych form doskonalenia zawodowego.
W 1992 dokonano otwarcia Liceum Ogólnokształcącego z Litewskim Językiem Nauczania im. 11 Marca w Puńsku. W czerwcu 1993 wydano pierwsze dwujęzyczne świadectwa do wszystkich typów szkół litewskich. W 1994 oddano do użytku nowy budynek szkoły podstawowej w Widugierach. W grudniu 2005 zaczął działać Zespół Szkół z Litewskim Językiem Nauczania „Žiburys” w Sejnach (inwestycja sfinansowana przez rząd Litwy). 4 września 2010 oddano do użytku rozbudowany budynek liceum w Puńsku.
W roku szkolnym 2012/2013 łącznie we wszystkich typach szkół języka litewskiego uczyło się 623 uczniów.

## Religia

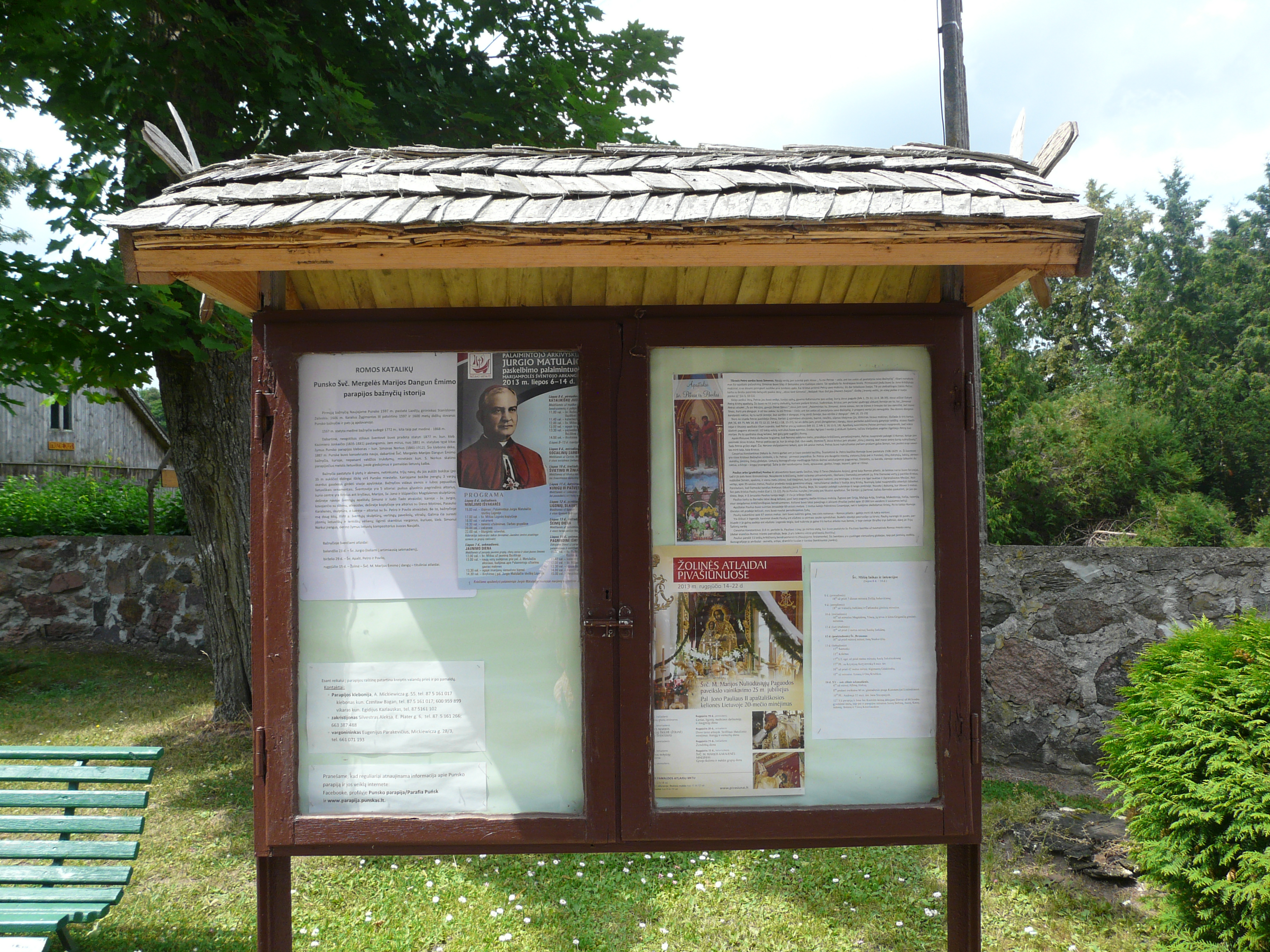
Tablica z ogłoszeniami parafialnymi przy Parafii Wniebowzięcia Najświętszej Maryi Panny w Puńsku

Większość polskich Litwinów należy do Kościoła rzymskokatolickiego. Bardzo ważną kwestią dla katolików narodowości litewskiej jest ojczysty język nabożeństw.
Spory odnośnie do stosowania języka litewskiego jako liturgicznego w kościołach na terenie Polski sięgają czasów II Rzeczypospolitej. W kościołach Wileńszczyzny język litewski dopuszczał do obrządku biskup Jerzy Matulewicz, za co spotykał się krytyką ze strony Polaków. Sytuacja zmieniła się, gdy rządy w diecezji objął w 1925 Romuald Jałbrzykowski, który eliminował śpiewy i kazania w języku litewskim, co wielokrotnie doprowadzało nawet do bójek między Polakami a broniącymi prawa do używania ojczystego języka Litwinami.
Współcześnie teren zamieszkania polskich Litwinów wchodzi w skład katolickiej diecezji ełckiej (przed reorganizacją w 1992 Litwini zamieszkiwali na terenie diecezji łomżyńskiej). Posługą duszpasterską w języku litewskim zainteresowanych jest według szacunków kościelnych od 5,5 do 6 tys. wiernych.
Najpoważniejszy konflikt pojawił się w 1956 r., kiedy biskup łomżyński powołał na stanowisko proboszcza parafii w Puńsku księdza nieznającego języka litewskiego. Protesty parafian, wysyłających listy do kurii i uniemożliwiających odprawianie mszy, spotkały się z pogróżkami biskupa, który straszył litewską ludność między innymi wysiedleniem jej przez władze ze strefy nadgranicznej.
Stosunki Litwinów z władzami kościelnymi oraz parafianami narodowości polskiej zantagonizowały po II wojnie światowej również trwające blisko czterdzieści lat starania o przywrócenie litewskich nabożeństw w bazylice w Sejnach. Niechętny uregulowaniu tej sprawy był w latach 70. biskup Mikołaj Sasinowski. Konflikt zażegnał dopiero jego następca Juliusz Paetz, który 16 października 1983 wprowadził niedzielną mszę świętą w języku litewskim na stałe do kościoła parafialnego w Sejnach.
Obecnie msze święte w języku litewskim odprawiane są codziennie w kościołach w Puńsku, Sejnach i Smolanach. Dodatkowo co niedzielę wierni mogą uczestniczyć w litewskojęzycznej mszy świętej w Widugierach i Żegarach, a co dwa tygodnie – w Suwałkach.
W Suwałkach działa litewskojęzyczna grupa Świadków Jehowy, która w miejscowej Sali Królestwa przeprowadza zebrania zborowe w języku litewskim.

## Mniejszość litewska w polskich mediach
Audycja telewizyjna skierowana do mniejszości litewskiej nadawana jest na antenie TVP Białystok od 1997, początkowo jako część programu o wszystkich mniejszościach narodowych i etnicznych na Podlasiu i Suwalszczyźnie pt. „Sami o sobie”. Od 2003 część litewska nadawana jest jako oddzielny program o nazwie „Panorama litewska”. Audycja ukazuje się raz w tygodniu w języku litewskim z polskimi napisami dialogowymi i trwa siedem i pół minuty.
Polskie Radio Białystok nadaje trzy razy w tygodniu (w niedzielę wtorek i czwartek) audycje w języku litewskim pt. „Głos Polskich Litwinów” (lit. Kalba Lenkijos lietuviai).

## Historia

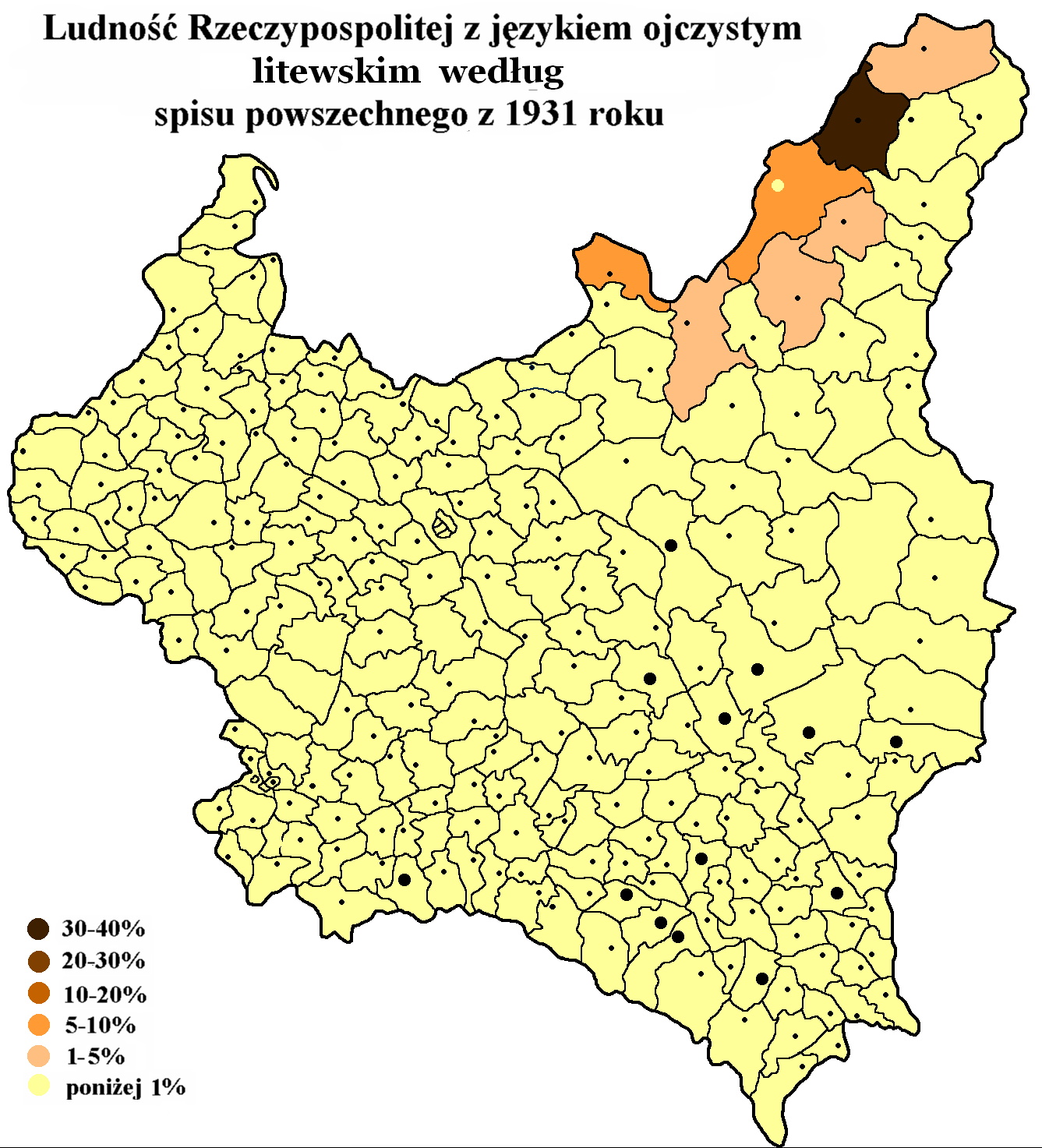
Język litewski według powiatów II RP

### Litwini w II Rzeczypospolitej

Granica obszarów z przewagą ludności polskiej i litewskiej w 1919

W II Rzeczypospolitej Litwini zamieszkiwali przede wszystkim powiaty przy granicy z Litwą: święciański, wileńsko-trocki oraz suwalski i prawie wszyscy byli ludnością wiejską, zajmującą się rolnictwem.
Dane Drugiego Powszechnego Spisu Ludności z 1931 mówią o tym, iż ludność litewska koncentrowała się w województwie wileńskim (60,8 tys. osób) oraz białostockim (13,1 tys.). Grupa Litwinów (2,5 tys. osób) mieszkała także w województwie nowogródzkim, zwłaszcza w powiecie lidzkim. Stanisław Mauersberg oceniał jednak, iż rzeczywista liczba Litwinów w Polsce międzywojennej sięgała 100 tys. osób, Janusz Ostrowski podawał liczbę nawet 186 tysięcy Litwinów.
Na położeniu zarówno mniejszości litewskiej w Polsce, jak i polskiej na Litwie, ujemnie odbijały się fatalne stosunki polityczne między dwoma odrodzonymi państwami.
Na porządku dziennym było choćby stosowanie represji wobec szkół litewskich jako retorsji za działania władz Litwy. Liczba publicznych szkół powszechnych z litewskim językiem nauczania spadła z 52 w roku szkolnym 1922/1923 do siedmiu w roku szkolnym 1925/1926; następnie wzrosła do 45 w roku szkolnym 1936/1937 i ponownie spadła do dziewięciu w roku szkolnym 1937/1938. W latach trzydziestych ujawniła się tendencja władz do całkowitej likwidacji szkolnictwa litewskiego, co popychało Litwinów do uruchamiania nauczania domowego, któremu jednak również przeciwdziałano.
Na Uniwersytecie Stefana Batorego (USB) przez cały okres jego istnienia Litwini byli jego studentami, a historia Wielkiego Księstwa Litewskiego była przedmiotem badań tamtejszych naukowców. W roku akademickim 1919/20 na uczelni studiowało 6 Litwinów, co stanowiło 1,1% wszystkich studiujących. W następnych latach liczba ta sukcesywnie rosła. W roku akademickim 1934/35 osiągnięto pułap 110 studiujących Litwinów, co stanowiło 3,1% studiujących na USB. Od roku akademickiego 1924/25 na uczelni funkcjonował Związek Litwinów przemianowany później na Związek Akademików Litwinów (ZAL). Istniał Litewski Chór Akademicki, działała Sekcja Dramatyczna ZAL. W ramach zajęć na uczelni prowadzono lektorat języka litewskiego oraz ćwiczenia z gramatyki języka litewskiego. Litwini wykształceni na USB wnosili później znaczny wkład w rozwój litewskiej nauki i kultury, tak w Litwie radzieckiej, jak i po ponownym odzyskaniu niepodległości. Najwybitniejszym przedstawicielem tej grupy był malarz i historyk sztuki Vladas Drėma, wybitny znawca historii sztuki Wielkiego Księstwa Litewskiego.

### Sytuacja Litwinów po 1939
22 września 1944 PKWN podpisał układ z władzami Litewskiej SRR dotyczący wzajemnej wymiany ludności. Przewidywał on dobrowolną repatriację „wszystkich obywateli narodowości litewskiej, zamieszkałych w województwie białostockim oraz w innych okręgach Polski”. Miejscowa administracja była przekonana, że wysiedlenia obejmą wszystkich Litwinów zamieszkałych na terenie województwa. Okazało się jednak, że decyzje o wyjeździe na terytorium radzieckie miały jednostkowy charakter, a społeczność litewska była skrajnie negatywnie nastawiona do opuszczenia ojczystych gospodarstw na Suwalszczyźnie. Niechętny stosunek Litwinów nie ulegał zmianie nawet mimo silnej presji imigracyjnej, akcji propagandowej i ruchów wojewody białostockiego Stefana Dybowskiego, który zmierzał do wyjazdu wszystkich Litwinów z zarządzanego przez siebie terytorium. W rezultacie akcja w zasadzie nie wpłynęła na liczebność Litwinów we współczesnych granicach Polski. Do 1 maja 1945 wyjechały zaledwie trzy osoby z Ciechanowca oraz 15 osób (5 rodzin) z Sejn.
Nie powróciło na Suwalszczyznę natomiast wielu Litwinów wysiedlonych w 1941 przez niemieckie władze okupacyjne. W czerwcu 1947 na terenie starostwa suwalskiego znajdowało się 645 opuszczonych litewskich gospodarstw o łącznej powierzchni 5468 ha. Część wysiedlonych podczas II wojny światowej Litwinów podejmowała próby powrotu do swych gospodarstw i nielegalnie przekraczała granicę polsko-radziecką. Spotykało się to z oporem miejscowej administracji, interwencje której doprowadziły do obsadzenia granicy przez Wojska Ochrony Pogranicza, co w 1947 ostatecznie zahamowało próby powrotów.